# 暴れだす/大丈夫
『暴れだす/大丈夫』（あばれだす/だいじょうぶ）は、2005年1月13日に発売された、ウルフルズ27枚目のシングル。発売元は東芝EMI（現・ユニバーサル ミュージック ジャパン）。

## 解説
「暴れだす」：au関西（KDDI）CMソング。映画『ガチ☆ボーイ』挿入歌。
「大丈夫」：ベネッセコーポレーション「進研ゼミ」CMソング。
活動休止前最後のトップ10入り。DVD付初回限定盤と通常盤の2形態で発売。

## 収録曲
全曲作詞・作曲：トータス松本　編曲：ウルフルズ
1. 暴れだす
2. 大丈夫

### 初回限定盤DVD
1. いい女

## カバー
暴れだす
- 松崎ナオ - ウルフルズ トリビュートアルバム『ウルフルズトリビュート 〜Best of Girl Friends〜』（2017年2月22日）収録[3]

大丈夫
- ルルルルズ  - ウルフルズ トリビュートアルバム『ウルフルズトリビュート 〜Best of Girl Friends〜』（2017年2月22日）収録[3]